# Littoraria albicans
Littoraria albicans is een slakkensoort uit de familie van de Littorinidae. De wetenschappelijke naam van de soort is voor het eerst geldig gepubliceerd in 1852 door Metcalfe.